# Rawakalong
Rawakalong is een bestuurslaag in het regentschap Bogor van de provincie West-Java, Indonesië. Rawakalong telt 12.809 inwoners (volkstelling 2010).